# Christos Papoutsis
Christos Papoutsis, född 11 april 1953 i Larissa, är en grekisk politiker och tidigare EU-kommissionär.
Papoutsis valdes in i Europaparlamentet för socialistiska partiet PASOK 1984. Under sin första valperiod var Papoitsis ledamot av delegationen för förbindelserna med Kanada och suppleant för utskottet för transport, budgetkontrollutskottet, budgetutskottet och delegationen för förbindelserna med Gulfstaterna. Under sin andra valperiod, som pågick från 1989 till 1994, var han ledamot av budgetutskottet, budgetkontrollutskottet, delegationen för förbindelserna med Förenta staterna, delegationen till det blandade parlamentariska utskottet EG-Europeiska ekonomiska samarbetsområdet och delegationen till det blandade parlamentariska utskottet Europeiska ekonomiska samarbetsområdet. Under den andra valperioden var han även suppleant för utskottet för socialfrågor, sysselsättning och arbetsmiljö, delegationen för förbindelserna med Sverige, underutskottet för säkerhet och nedröstning, utskottet för ekonomi, valutafrågor och industripolitik, delegationen till det blandade parlamentariska utskottet EG-Sverige och delegationen till det blandade parlamentariska utskottet EU-Sverige.
Papoutsis sista valperiod pågick från 1994 till 1999, men han lämnade parlamentet 1995. Under det år han var ledamot av parlamentet var han ledamot av utskottet för utrikes-, säkerhets- och försvarsfrågor, delegationen för förbindelserna med Förenta staterna och utskottet för utveckling och samarbete.
Papoutsis var vice ordförande för den socialistiska gruppen (PES) 1987-1994. Han utnämndes EU-kommissionär 1994 och ansvarade för energi- och turistfrågor samt Euratoms försörjningskontor i Santer-kommissionen. Tillsammans med övriga EU-kommissionärer tvingades han att avgå 1999 sedan korruption uppdagats inom kommissionen. 